# Syse (Ukraine)
Syse (ukrainisch Сизе; russisch Сизое/Sisoje) ist ein Dorf im Osten der ukrainischen Oblast Luhansk mit etwa 10 Einwohnern.
Der erst 1950 als Dorf gegründete Ort wurde schon im 17. Jahrhundert von Donkosaken besiedelt und liegt in den Flussauen des Siwerskyj Donez nahe der Mündung des Derkul und grenzt im Westen an die russische Oblast Rostow. Die ehemalige Rajonshauptstadt Stanyzja Luhanska liegt 14 Kilometer nordwestlich, die Oblasthauptstadt Luhansk ist 22 Kilometer westlich gelegen.
Im Verlauf des Ukrainekrieges kam es im Winter 2015 zu Kampfhandlungen beim Ort, er befindet sich unmittelbar nördlich der von den Separatisten kontrollierten Zone.
Am 12. Juni 2020 wurde das Dorf ein Teil der neugegründeten Siedlungsgemeinde Stanyzja Luhanska, bis dahin bildete ein Teil der Landratsgemeinde Walujske im Süden des Rajons Stanytschno-Luhanske.
Seit dem 17. Juli 2020 ist sie ein Teil des Rajons Schtschastja.